# Medaljfördelning vid olympiska vinterspelen 2018
Medaljfördelning vid olympiska vinterspelen 2018 är en lista över länder som tagit medalj vid de olympiska vinterspelen 2018 i Pyeongchang. Egentligen är det inte länder utan dess nationella olympiska kommittéer som listas. 
Det finns även en lista över individuella vinnare av medaljer i olympiska vinterspelen 2018, listade för varje gren.

## Medaljfördelning
Ländernas placering i listan avgörs av:
1. Antal guldmedaljer
2. Antal silvermedaljer
3. Antal bronsmedaljer
4. Bokstavsordning (förändrar dock inte landets ranking)

Listan kan sorteras efter vilken kolumn som helst.

      Värdnation (Sydkorea)
| Placering | Land                              | Guld | Silver | Brons | Totalt antal medaljer |
| --------- | --------------------------------- | ---- | ------ | ----- | --------------------- |
| 1         | Norge                             | 14   | 14     | 11    | 39                    |
| 2         | Tyskland                          | 14   | 10     | 7     | 31                    |
| 3         | Kanada                            | 11   | 8      | 10    | 29                    |
| 4         | USA                               | 9    | 8      | 6     | 23                    |
| 5         | Nederländerna                     | 8    | 6      | 6     | 20                    |
| 6         | Sverige                           | 7    | 6      | 1     | 14                    |
| 7         | Sydkorea                          | 5    | 8      | 4     | 17                    |
| 8         | Schweiz                           | 5    | 6      | 4     | 15                    |
| 9         | Frankrike                         | 5    | 4      | 6     | 15                    |
| 10        | Österrike                         | 5    | 3      | 6     | 14                    |
| 11        | Japan                             | 4    | 5      | 4     | 13                    |
| 12        | Italien                           | 3    | 2      | 5     | 10                    |
| 13        | Olympiska idrottare från Ryssland | 2    | 6      | 9     | 17                    |
| 14        | Tjeckien                          | 2    | 2      | 3     | 7                     |
| 15        | Belarus                           | 2    | 1      | 0     | 3                     |
| 16        | Kina                              | 1    | 6      | 2     | 9                     |
| 17        | Slovakien                         | 1    | 2      | 0     | 3                     |
| 18        | Finland                           | 1    | 1      | 4     | 6                     |
| 19        | Storbritannien                    | 1    | 0      | 4     | 5                     |
| 20        | Polen                             | 1    | 0      | 1     | 2                     |
| 21        | Ukraina                           | 1    | 0      | 0     | 1                     |
| 21        | Ungern                            | 1    | 0      | 0     | 1                     |
| 23        | Australien                        | 0    | 2      | 1     | 3                     |
| 24        | Slovenien                         | 0    | 1      | 1     | 2                     |
| 25        | Belgien                           | 0    | 1      | 0     | 1                     |
| 26        | Nya Zeeland                       | 0    | 0      | 2     | 2                     |
| 26        | Spanien                           | 0    | 0      | 2     | 2                     |
| 28        | Kazakstan                         | 0    | 0      | 1     | 1                     |
| 28        | Lettland                          | 0    | 0      | 1     | 1                     |
| 28        | Liechtenstein                     | 0    | 0      | 1     | 1                     |
| Totalt    | Totalt                            | 103  | 102    | 102   | 307                   |